# Saison 2 de Naruto Shippuden
Chronologie
Saison 1 de Naruto Shippuden Saison 3 de Naruto Shippuden

## Saison 2
Diffusée sur TV Tokyo entre le 18 octobre 2007 et le 3 avril 2008, elle contient 23 épisodes.

Diffusée en France sur Game One entre le 14 octobre 2008 et le 14 septembre 2009.
| No | Titre français                 | Titre japonais   | Titre japonais                                                            | Date de 1re diffusion |
| No | Titre français                 | Kanji            | Rōmaji                                                                    | Date de 1re diffusion |
| --- | ------------------------------ | ---------------- | ------------------------------------------------------------------------- | --------------------- |
| 31 | La Relève                      | 継がれゆくもの   | Tsugareyukumono (Ce qui se transmet à ceux qu’on aime)                    | 18 octobre 2007       |
| [Chapitres 279-280] — Chiyo essaie de transmettre son énergie vitale à Gaara, mais n'a presque plus de chakra. Naruto l'aide en lui prêtant le sien, et l'aïeule de Suna se confie au jeune ninja de Konoha, lui transmettant ses dernières volontés. Ramené à la vie, Gaara est acclamé par ses pairs, mais Naruto apprend par Kankurô, que Chiyo a donné sa vie pour sauver celle du Kazekage. Tous les ninjas réunis décident de se recueillir en sa mémoire. |                                |                  |                                                                           |                       |
| 32 | Le Retour du Kazekage          | 風影の帰還       | Kazekage no kikan                                                         | 25 octobre 2007       |
| [Chapitres 280-281] — De retour à Suna, Gaara est accueilli à bras ouverts par les ninjas et habitants du village, qui l'acclament, soutenu par Kankurô et Naruto. La mémoire de Chiyo est honorée et son corps est ensuite enterré. Les ninjas de Konoha rentrent au village après avoir accompli leur mission. Cependant, Deidara a survécu à sa propre explosion, car c'est son clone qui en a fait les frais. Note : cet épisode clôt l'arc mineur du sauvetage de Gaara et l'arc majeur de la capture d'Ichibi. |                                |                  |                                                                           |                       |
| 33 | Un nouveau but                 | 新たなる目標     | Aratanaru tāgetto                                                         | 8 novembre 2007       |
| [Chapitres 282-283] — Kakashi étant à l'hôpital après avoir utilisé le « Kaléidoscope hypnotique du Sharingan » (« kamui » du mangekyō sharingan), Naruto et Sakura vont devoir se trouver deux nouveaux équipiers pour remplacer Kakashi et Sasuke. La kunoichi fait part de l'information de Sasori à sa maîtresse, qui décide d'y envoyer l'équipe au lieu indiqué par l'ex-ninja de Suna. En cherchant de nouveaux membres, Naruto retrouve l'équipe 8 (Shino, Kiba et Hinata), mais aucun des trois n'est intéressé. Il tombe ensuite sur Shikamaru et Chôji, mais un mystérieux ninja les attaque... Note : cet épisode débute l'arc majeur de la mission à Kusa. |                                |                  |                                                                           |                       |
| 34 | La Nouvelle Équipe de Kakashi! | 結成!新カカシ班  | Kessei! Shin Kakashi han (Formation ! La nouvelle équipe de Kakashi)      | 15 novembre 2007      |
| [Chapitres 283-284] — Pour remplacer Kakashi, Tsunade recrute Yamato, un membre de l'ANBU, et lui demande de surveiller de près le ninja de l'ANBU Racine. Pendant ce temps, Naruto se retrouve confronter à Saï, son nouvel équipier, qui prend la fuite. Plus tard, l'équipe de Kakashi se donne rendez-vous, avec l'arrivée des nouveaux membres, Saï et Yamato. La tension monte déjà entre les deux garçons... |                                |                  |                                                                           |                       |
| 35 | Un membre de trop              | 画蛇添足         | Gadatensoku (Un ajout inutile)                                            | 22 novembre 2007      |
| [Chapitres 285] — Saï se moque de Naruto, puis de Sakura, dès son arrivée dans l'équipe. Yamato leur explique la mission confiée à l'équipe : capturer l'espion de l'Akatsuki afin d'obtenir des informations sur Orochimaru et Sasuke. Avant le départ, le nouveau capitaine de l'équipe rejoint Jiraya et Kakashi à l'hôpital, accompagné de Tsunade et Shizune, et ils discutent au sujet de Naruto et sa transformation en Kyûbi, dont le Sannin a lui-même été témoin, ayant une énorme cicatrice sur le torse. La nouvelle équipe de Kakashi se met ensuite en route pour Kusa. |                                |                  |                                                                           |                       |
| 36 | Sourire mensonger              | 偽りの笑顔       | Itsuwari no egao                                                          | 29 novembre 2007      |
| [Chapitre 286] — La tension règne toujours entre Naruto et Saï durant le voyage. Lorsque le second évoque Sasuke et son départ du village, Sakura le frappe au visage, lui disant ne rien connaître de lui et s'il recommence à dire du mal de ce dernier, cela va mal se terminer. Pour calmer les ardeurs de ses trois subordonnés, Yamato invoque la « Prison des quatre piliers » et leur laisse le choix : soit être enfermés, soit aller dans des sources thermales. Plus tard, le capitaine place un mouchard dans le repas du nouveau membre, afin de pouvoir garder un œil sur lui. Le lendemain matin, Saï est le premier debout et sort dehors pour dessiner. |                                |                  |                                                                           |                       |
| 37 | Le Livre secret                | 無題             | Mudai (Sans titre)                                                        | 29 novembre 2007      |
| [Chapitre 287] — Sakura rejoint Saï en train de dessiner, et ils discutent, rejoints ensuite par Naruto qui les informent du départ. La kunoichi découvre un livre de dessins fait par le premier, qui lui apprend que ce livre appartenait à son « frère aîné ». Plus tard, l'équipe campe au beau milieu d'une forêt, et Yamato propose une simulation de mission à ses subordonnés, afin de connaître leurs capacités au combat. |                                |                  |                                                                           |                       |
| 38 | Simulation                     | 模擬戦闘訓練     | Shimyurēshon                                                              | 6 décembre 2007       |
| [Chapitres 288-289] — L'équipe de Yamato effectue une simulation sur la capture de l'espion de l'Akatsuki. Durant l'exercice, Saï piège Naruto et le clone du capitaine, et parvient à capturer ce dernier seul. Le second s'en prend au premier, qui lui explique avoir fait l'erreur d'utiliser une technique personnelle avec le clone de son partenaire. Malgré les tensions, Naruto se dit prêt à faire équipe avec Saï pour sauver Sasuke, mais si celui-ci passe son temps à se moquer de lui. |                                |                  |                                                                           |                       |
| 39 | Rencontre inattendue           | 天地橋           | Tenchikyō (Le pont du Ciel et de la Terre)                                | 13 décembre 2007      |
| [Chapitres 289 à 291] — Le lendemain, Yamato, transformé en Sasori, se rend seul sur le pont du Ciel et de la Terre, et découvre que l'espion en question n'est autre... que Kabuto, le bras droit d'Orochimaru. Il tente de lui soutirer des informations sur son maître et Sasuke, en récolte quelques-unes, mais les deux hommes sont interrompus par l'arrivée du Sannin. Le ninja médecin débusque le capitaine, qui appelle ses subordonnés en renfort. Note : cet épisode débute l'arc mineur du combat sur le pont. |                                |                  |                                                                           |                       |
| 40 | Kyûbi lâché!                   | 九尾解放！！     | Kyūbi kaihō!! (Kyûbi libéré !!)                                           | 20 décembre 2007      |
| [Chapitre 291] — À la vue d'Orochimaru, Naruto perd complètement son sang-froid et libère une queue du chakra de Kyûbi. Sakura assiste, pour la première fois, à la transformation de son camarade en démon-renard, tout comme Yamato, qui se souvient du témoignage de Jiraya. Lorsque Orochimaru évoque le nom de Sasuke, Naruto explose de colère et libère 3 queues. |                                |                  |                                                                           |                       |
| 41 | Le Début de la mission secrète | 極秘任務スタート | Gokui ninmu sutāto                                                        | 20 décembre 2007      |
| [Chapitres 292-293] — Attaqué par Kabuto, Naruto le repousse avec son chakra, le faisant cogner sur Sakura, qui perd connaissance. Après avoir détruit le pont, il part combattre Orochimaru. Saï en profite pour débuter sa mission secrète. Lorsque le Sannin lui dit ne pas valoir Sasuke malgré ses progrès, Naruto libère une 4e queue : son corps est complètement ensanglanté, sa peau se déchire et s'éfrite sous le chakra, tout comme son sang, le transformant en démon-renard miniature et perdant totalement le contrôle de lui-même. |                                |                  |                                                                           |                       |
| 42 | Orochimaru contre l'hôte       | 大蛇丸ＶＳ人柱力 | Orochimaru tai Jinchūriki                                                 | 10 janvier 2008       |
| [Chapitres 294-295] — Transformé en démon-renard miniature avec la 4e queue du chakra de Kyûbi, Naruto tient tête à Orochimaru. À mesure que le combat avance, le Sannin réussit à expédier son adversaire vers le pont, avec l'aide de l'épée de Kusanagi. |                                |                  |                                                                           |                       |
| 43 | Les Larmes de Sakura           | サクラの涙       | Sakura no namida                                                          | 17 janvier 2008       |
| [Chapitre 296] — En voyant Naruto transformé en démon-renard miniature avec la 4e queue de chakra de Kyûbi, Sakura est inquiète pour son équipier, fond en larmes et essaie de le calmer en lui parlant. Incontrôlable, ce dernier l'attaque avec une queue et la blesse au bras, que Kabuto va soigner, en échange d'un service. Yamato utilise ensuite une des techniques d'Hashimara Senju sur Naruto, « Arcanes du Hokage, les six décennies : le rempart du retour aux sources », afin de mettre fin à sa transformation. Pendant ce temps, Saï entre en contact avec Orochimaru, lui transmettant le message de son maître Danzo, mais ce dernier le transperce avec son épée... Note : cet épisode clôt l'arc mineur du combat sur le pont.                                                                              |                                |                  |                                                                           |                       |
| 44 | Les Détails du combat          | 戦いの顛末       | Tatakai no tenmatsu                                                       | 24 janvier 2008       |
| [Chapitres 297-298] — Après être entré en contact avec Orochimaru et avoir transmis le message de son maître Danzô à ce dernier, Saï veut lui donner une enveloppe, mais Kabuto le plaque au sol. Le Sannin découvre la liste des membres de l'ANBU dans celle-ci, et accepte d'emmener le jeune homme à son repaire, sous la surveillance du clone de Yamato. Pendant ce temps, Sakura soigne Naruto, malgré sa blessure au bras. Elle a l'impression de se sentir inutile, mais le capitaine la rassure. Son équipier reprend ses esprits, mais ne se souvient de rien. Yamato explique ensuite à ses deux subordonnés, que Saï est parti avec Kabuto et Orochimaru, et leur révèle également l'identité de Danzô, ainsi que ses intentions. : détruire Konoha. Note : cet épisode débute l'arc mineur de la trahison de Saï. |                                |                  |                                                                           |                       |
| 45 | Les Limites de la trahison     | 裏切りの果て     | Uragiri no hate                                                           | 31 janvier 2008       |
| [Chapitres 298-299] — Yamato explique à Naruto et Sakura, que la mission de Saï est de servir d'intermédiaire entre Danzô et Orochimaru, afin de proposer une collaboration dans un seul et même but : détruire Konoha. Et qu'une fois cet objectif accompli, le supérieur de Saï récupérerait le titre de Hokage à la place de Tsunade, qui a hérité de la volonté de son rival, Hiruzen. Le capitaine de l'équipe envisage la possibilité d'éliminer Saï. Après discussion, Sakura récupère le livre d'images abandonné par Saï. Les trois ninjas font une pause, à la suite de la blessure au bras de Sakura, que Yamato révèle à Naruto en être responsable. |                                |                  |                                                                           |                       |
| 46 | La page inachevée              | 未完の頁         | Mikan no pēji                                                             | 7 février 2008        |
| [Chapitres 299-300] — Yamato révèle à Naruto, que c'est lui qui a blessé Sakura au bras. Celui-ci réalise que c'est également lui qui a détruit le pont, et ravagé la Terre pendant son combat contre Orochimaru. Le capitaine de l'équipe lui conseille de ne plus compter sur le chakra de Kyûbi, mais plutôt sur sa propre force, s'il veut sauver Sasuke et protéger sa camarade. Ils rejoignent ensuite Sakura, qui leur montre le livre d'images dessiné par Saï, et se posent des questions à ce sujet. Pendant ce temps, Orochimaru, Kabuto et ce dernier arrivent au repaire du Sannin, et le ninja de la Racine ANBU fait la rencontre du rival de Naruto, Sasuke. |                                |                  |                                                                           |                       |
| 47 | Le Repaire du serpent venimeux | 潜入！毒蛇の巣窟 | Sennyū! Dokuhebi no ajito (Infiltration ! Le repaire du serpent venimeux) | 14 février 2008       |
| [Chapitres 301-302] — Saï rencontre Sasuke, qui l'hypnotise avec son Sharingan, lui faisant peur et ressentir une émotion. Il lui parle de Naruto, mais le jeune Uchiwa s'en fiche éperdument. Le clone de Yamato découvre le repaire d'Orochimaru, rejoint par l'original, Naruto et Sakura. Le jõnin fait ingurgiter les mouchards à ses deux subordonnés, avant d'entrer dans le repaire. Ils réussissent à s'y introduire discrètement et partent à la recherche de Saï, enfermé dans une des pièces du fond du lieu. Note : cet épisode débute l'arc mineur du repaire d'Orochimaru. |                                |                  |                                                                           |                       |
| 48 | Un lien sacré                  | つながり         | Tsunagari (Liens)                                                         | 28 février 2008       |
| [Chapitres 302-303] — L'équipe Yamato retrouve Saï, qui leur explique ses véritables intentions : proposer effectivement une collaboration entre Danzô et Orochimaru afin de détruire Konoha, mais aussi espionner le second pour le compte du premier, et récolter des informations sur le Sannin. Le jeune homme est ensuite ligoté, et demande à Naruto pourquoi il tient tellement à sauver Sasuke, après lui avoir raconté sa rencontre avec ce dernier. Celui-ci lui explique avoir développé un lien très fort avec son rival, et est prêt à tout pour le ramener à Konoha, peu importe le prix à payer. Note : cet épisode clôt l'arc mineur de la trahison de Saï. |                                |                  |                                                                           |                       |
| 49 | Une chose précieuse            | 大切なモノ       | Taisetsu na mono (Quelque chose d'important)                              | 6 mars 2008           |
| [Chapitre 304] — L'équipe Yamato est rejointe par Kabuto, qui libère Saï et résiste seul face aux trois autres membres de l'équipe. Contre toute attente, le ninja de la Racine ANBU plaque, à son tour, le ninja médecin ennemi au sol et retourne du côté de ses compagnons. Une fois entrée dans le repaire, l'équipe se sépare en deux groupes : celui de Naruto et Saï et celui de Sakura et Yamato, afin de retrouver Sasuke. |                                |                  |                                                                           |                       |
| 50 | L’Histoire du livre d'images   | 絵本が語る物語   | Ehon ga kataru sutōrī                                                     | 13 mars 2008          |
| [Chapitres 304-305] — Deux groupes sont formés pour chercher Sasuke : Naruto avec Saï et Sakura avec Yamato. Épuisé de son combat précédent avec Orochimaru et de ses recherches en utilisant le multi-clonage, Naruto s'effondre. Lorsqu'il se réveille, Saï se souvient de ce qu'il voulait dessiner dans les pages blanches au centre de son livre d'images : son frère et lui se tenant la main ; il parle alors de ses liens avec ce dernier. Tout à coup, Orochimaru surgit et les attaque. Sakura et Yamato viennent en aide à Naruto, tandis que Saï continue seul les recherches ; il trouve alors Sasuke, grâce à sa technique de souris d'encre. Yamato trouve le bingo-book de Saï où Sasuke est répertorié : il se rend compte que sa mission secrète est de le supprimer.                                         |                                |                  |                                                                           |                       |
| 51 | Retrouvailles                  | 再会             | Saikai                                                                    | 20 mars 2008          |
| [Chapitres 305 à 307] — Yamato explique que selon Danzô, Sasuke, en tant que futur corps d'Orochimaru, est une menace pour Konoha. Saï pénètre dans la chambre de Sasuke qui se réveille, mais au lieu de suivre ses ordres et de le tuer, il tente de le capturer, et révèle qu'il veut préserver les liens entre Naruto et son rival. Ce dernier provoque alors une grosse explosion dans sa chambre, ce qui attire l'attention de Sakura, Naruto et Yamato. Naruto et Sakura rencontrent leur ancien ami ; Saï déclare qu'il abandonne sa mission secrète et qu'il souhaite maintenant comprendre le lien qu'il y a entre Sasuke et Naruto, en aidant ce dernier à ramener son camarade à Konoha. |                                |                  |                                                                           |                       |
| 52 | La Puissance des Uchiwa        | うちはの力       | Uchiha no chikara                                                         | 20 mars 2008          |
| [Chapitres 307 à 309] — Les retrouvailles entre Sasuke et ses anciens camarades ne se passe pas de la meilleure des manières : le jeune Uchiwa est bien décidé à poursuivre sa vengeance en restant aux côtés d'Orochimaru, et il décide d'affronter seul toute l'équipe Yamato, après avoir expliqué à Naruto pourquoi il l'a épargné, il y a 3 ans. Devenu plus fort, il bat Naruto et ses camarades sans difficulté, après avoir rencontré Kyûbi à l'intérieur de ce dernier et repousser facilement le chakra du démon à queue. |                                |                  |                                                                           |                       |
| 53 | Fin de mission                 | 題名             | Taitoru (Titre)                                                           | 3 avril 2008          |
| [Chapitres 309-310] — Au moment où Sasuke s'apprête à tuer toute l'équipe Yamato, Orochimaru l'arrête et part avec lui. L'équipe rentre ensuite au village. Tsunade, Jiraya et Kakashi apprennent tout ce qui s'est passé et le stratagème de Danzô. Toutefois, Saï, différent de ce qu'il était avant cette mission, reste dans l'équipe et redécouvre le sens du mot ami. Note : cet épisode clôt l'arc mineur du repaire d'Orochimaru et l'arc majeur de la mission à Kusa. |                                |                  |                                                                           |                       |